# 新田洋司
新田 洋司（にった ようじ、1963年11月29日 - ）は、日本の農学者、博士（農学）。福島大学食農学類教授。専門は作物学、栽培学、熱帯農学。

## 経歴
1963年、福島県郡山市生まれ。1982年、福島県立安積高等学校卒業。1987年、東北大学農学部卒業。1989年、東北大学大学院農学研究科博士課程前期修了。1990年、高知大学農学部助手。1998年、茨城大学農学部助教授。2009年、同教授。2018年、福島大学農学系教育研究組織設置準備室教授。2019年、福島大学食農学類教授。2022年、福島大学副学長。2025年、福島大学食農学類長・大学院食農科学研究科長。

## 人物
研究対象の作物は、イネ、水稲、ムギ類、いも類、トウモロコシ、スィートソルガム、サゴヤシなど。これらの作物の高収量で高品質の生産を目指した研究をしている。
研究では、電子顕微鏡や光学顕微鏡を駆使している。作物の形態と機能を解明し、その結果を栽培に応用して、高収量・高品質な作物生産を目指している。
電子顕微鏡の観察では、米、穀類、茎、根、葉などを材料とし、組織の形状や機能を変化させないよう特殊な技術を使い、正確な構造を観察できるとしている。光学顕微鏡の観察でも、「パラフィン切片法」などにくわしい。

## 研究分野
作物学、栽培学、熱帯農学

## 所属学会
日本作物学会、日本熱帯農業学会、日本水稲品質・食味研究会、サゴヤシ学会

## 受賞歴
- 2000年 - 日本作物学会研究奨励賞
- 2021年 - 日本作物学会賞

## 著書

### 単著
- 『根ハンドブック』（1994、根研究会）
- 『根の事典』（1998、朝倉書店）
- 『温故知新ー日本作物学会創立75周年記念総説集』（2003、日本作物学会）
- 『サスティナビリティ学をつくるー持続可能な地球・社会・人間システムを目指してー』(2008、新曜社）
- 『作物の形態研究法ーミクロからマクロまでー』（2008、日本作物学会）
- 『Handbook of Bioenergy Crops-A complete reference to species, development and appoications-』（2009、earthscan,London/Washington,DC)
- 『作物学用語辞典』（2009、農山漁村文化協会）
- 『サゴヤシ21世紀の資源植物』（2010、京都大学学術出版会）
- 『茨城大学発　持続可能な世界へ』（2010、茨城新聞社）
- 『Establishing a resource-circulating society in Asia:Challenges and opportunities』（2011、United Nations University Press)
- 『スイートソルガムからのエタノールの製造.スイートソルガムのその他の利用.』（2013、茨城新聞社）
- 『The Sago Palm-The food and environmental challenges of the 21st century』（2014、Kyoto University Press)
- 『Sago palm-Multiple contributions to food security and sustainable livelihoods-』（2017、Springer）
- 『コメの外観品質・食味ー最新研究と改善技術－』（2018、養賢堂）
- 『現代農業』（農山漁村文化協会）に、2020年5月号から連載記事
- 『農業技術大系』（2022、農山漁村文化協会）
- 『最新農業技術　作物　vol.14』（2022、農山漁村文化協会）

### 共著
- （後藤雄佐・中村聡・新田洋司）『作物Ⅰ　稲作』（2000、全国農業改良普及協会）
- （日本作物学会北陸支部害北陸育種談話会編）『高温障害に強いイネ』（2007、養賢堂）
- 『新編　作物学用語集　訂正版』（2009、養賢堂）
- （後藤雄佐・中村聡・新田洋司他）『作物学の基礎Ⅰ　食用作物』（2013、農山漁村文化協会）
- （佐藤達雄・新田洋司）『農学入門ー食料・生命・環境科学の魅力ー』（2013、養賢堂）
- （今井勝・平沢正・新田洋司他）『作物学』（2013、文永堂出版）
- （後藤雄佐・中村聡・平沢正・大杉立・新田洋司他）『作物学の基礎Ⅱ　資源作物・飼料作物』（2015、農山漁村文化協会）
- （平沢正・大杉立・新田洋司他）『作物生産生理学の基礎』（2016、農山漁村文化協会）
- （星川清親・新田洋司）『イネ大事典』（2020、農山漁村文化協会）
- （星川清親・新田洋司）『新版　解剖図説　イネの生長』（2023、農山漁村文化協会）
- （日本作物学会）『農作物のひみつ：毎日の食事が楽しくなる、おもしろ雑学』（2025、化学同人）